# فيلهلم كاناريس
فيلهلم كاناريس (بالألمانية: Wilhelm Franz Canaris) (1 يناير 1887 - 9 أبريل 1945) كان عميدًا بحريًا عسكريًا ألمانيًا ورئيس جهاز أبوهر للاستخبارات العسكرية في ألمانيا في الفترة من 1935 إلى 1944. كان في البداية من مؤيدي أدولف هتلر، وبحلول عام 1939 كان قد انقلب ضد النظام. وخلال الحرب العالمية الثانية كان من بين الضباط العسكريين الذين شاركوا في المعارضة السرية لقيادة ألمانيا النازية. وأُعدم في معسكر فلسنبورغ بتهمة الخيانة العظمى بينما كان النظام النازي ينهار.

## حياته ومشاركته في الحرب العالميّة الأولى
ولد كاناريس في 1 يناير 1887 في ابليربيك (هي الآن جزء من دورتموند) في وستفاليا، وهو ابن كارل كاناريس الرجل الصناعي الثري، وزوجته أوغست. كان كاناريس يعتقد أن أسرته ترتبط بالأميرال اليوناني، والمناضل، والسياسي قنسطناريس بالقرن التاسع عشر، الاعتقاد الذي أثر في قراره بالانضمام الي البحرية الألمانية. عندما كان في زيارة كورفو، تم إعطائه صورة البطل اليوناني التي احتفظ بها دائما في مكتبه. غير أنه وفقا لريتشارد باسيت، كشف تحقيق في علم الوراثة في عام 1938 أن عائلته كانت من أصل شمالي إيطالي، وكان اسمها في الأصل كاناريسي، وكانت تعيش في ألمانيا منذ القرن السابع عشر. فقد تحول جده من الكاثوليكية إلى اللوثرية. 
وفي عام 1905، وفي سن السابعة عشرة، التحق كاناريس بالبحرية الألمانية، وباندلاع الحرب العالمية الأولى في عام 1914 كان يعمل كضابط مخابرات على متن سفينة SMS دريسدن، وهي سفينة حربية خفيفة كان قد عهدت إليه في ديسمبر 1911. كانت هذه السفينة الحربية الوحيدة التي تمكنت من الهرب من البحرية الملكية البريطانية لفترة طويلة خلال معركة جزر فوكلاند في ديسمبر 1914، ويرجع ذلك إلى حد كبير إلى أساليب التهرب الماهرة التي اتبعها كاناريس. وبعد معركة ماس تييرا، رست السفينة في خليج كومبرلاند في جزيرة روبنسون كروزو في دريسدن، وقامت بالاتصال بتشيلي للحديث حول الاعتقال. وأثناء تواجدها في الخليج، اقتربت سفن البحرية الملكية البريطانية وقصفت درسدن. قام الطاقم بحرق السفينة. وكان معظم أفراد الطاقم قد اعتقلوا في تشيلي في مارس 1915، ولكن في أغسطس 1915، هرب كاناريس مستخدمًا طلاقته في اللغة الإسبانية. واستطاع بمساعدة بعض التجار الألمان العودة إلى ألمانيا في أكتوبر 1915 وفي طريقه عرج على عدة موانئ، بما فيها بليموث في بريطانيا.
تم بعد ذلك تكليف كاناريس بالعمل الاستخباراتي نتيجة لاسترعاء انتباه أجهزة الاستخبارات البحرية الألمانية (ويرجع هذا في الأرجح إلى هروبه الذكي من تشيلي). وكانت الخطط الألمانية لإنشاء عمليات استخباراتية في البحر الأبيض المتوسط جارية وبدا كاناريس مناسبا لهذا الدور. وفي نهاية المطاف أُرسل إلى إسبانيا، حيث كانت مهمته في مدريد هي القيام بعمليات استطلاع سرية بشأن تحركات السفن المعادية، وإنشاء خدمة إمداد لقوارب U في الحرب البحرية في البحر الأبيض المتوسط خلال الحرب العالمية الأولى.  وبعد أن أسند إليه وتكليفه للعمل في هيئة تفتيش الغواصات من قبل هيئة الأركان البحرية في 24 أكتوبر 1916، تولى التدريب كقائد لزوارق U وتخرج من مدرسة الغواصات في 11 سبتمبر 1917. وأنهى الحرب كقائد لزورق U منذ أواخر عام 1917 في البحر الأبيض المتوسط، ونسب إليه عدد من عمليات الغرق، حتى أنهم لفتوا نظر القيصر. وكضابط بحري في المدرسة القديمة كان يحظى باحترام كبير للبحرية الملكية البريطانية العظمى رغم التنافس بين البلدين. كاناريس يتحدث ست لغات بطلاقة منها اللغة الإنجليزية.

## سنوات ما بين الحربين
وأثناء الثورة الألمانية في الفترة 1918-19، ساعد كاناريس في تنظيم تشكيل وحدات شبه عسكرية تابعة لحزب فريكوربس من أجل قمع الحركات الثورية الشيوعية التي كانت تحاول نشر المثل العليا للثورة الروسية في دول وسط أوروبا. كما كان عضوًا في المحكمة العسكرية التي حاكمت من تورطوا في اغتيال الثوريين اليساريين كارل ليبنخت وروزا لوكسمبورغ. كما عين خلال هذه الفترة كمساعد لوزير الدفاع غوستاف نوسكه. تزوج في عام 1919 إريكا واغ وأنجب منها طفلين.
في ربيع عام 1924، تم إرسال كاناريس إلى أوساكا باليابان للإشراف على برنامج سري لبناء الزوارق مما يشكل انتهاكا مباشرا لمعاهدة فرساي. عندما أوقف ذلك المشروع نائب العميد البحري أدولف زينكر لصالح علاقة تعاون أكبر مع البريطانيين، بدأ كاناريس في عقد الصفقات، بمساعدة من ابن رجل شحن ألماني قوي يدعى الكابتن والتر لوهمان — فقد تفاوضوا مع التجار الأسبان، والصناعيين الألمان، وبعض أصحاب رؤوس الأموال الأرجنتينيين، والبحرية الأسبانية حتى يتسنى للألمان أن يستمروا في أنشطتهم البحرية السرية. ولكن ولسوء حظ كاناريس، فقد صنع بعض الأعداء داخل ألمانيا أثناء فترة عمله السري ومفاوضاته الاستخباراتية، ويرجع هذا جزئيا إلى الإفلاس الذي تكبدته شركة صناعة السينما فيلبس في تعاملاته مع لوهمان. وفجأة عادت المشاركة السابقة في «قضية ليبكنخت» إلى الظهور ووضعت كاناريس في موقف لا يحسد عليه، وانتهى الأمر بتعيينه في إسبانيا. بدلا من ذلك، تم إرساله إلى ويلهلمشفين. ومن منصبه الجديد، اكتشف كاناريس بلا جدوى أن «استثمارات» لوهمان كلفت ما يزيد على 26 مليار مارك من إجمالي الخسائر. وفي وقت ما من عام 1928، أقيل كاناريس من منصبه الاستخباراتي وبدأ خدمة بحرية عادية لمدة سنتين على متن البوارج السابقة لدريدنوت شلسيين، ليصبح قبطانًا في 1 ديسمبر 1932. وبعد ذلك بشهرين فقط، أصبح أدولف هتلر المستشار الألماني الجديد.
وبعيدا عن حكومة وايمار السابقة التي لم تستجب مبادئها الجمهورية قط إلى كناريس، كان يتطلع إلى الحزب النازي لتشكيل المستقبل، حيث برز شيئان لكاناريس عن النازيين؛ الأول أنهم كانوا الطريق للعودة إلى الحكومة الاستبدادية التي محورها الدولة تحت زعامة شخص واحد يتمتع بشخصية كاريزمية (وهو ما يفضله)، والثاني أن الناشطين الوطنيين كانوا عازمين على التخلص من قيود معاهدة فرساي. لقد حث هتلر على العودة إلى وضع القوة العالمية (الذي كان يعني بالنسبة له بناء أسطول ضخم) من خلال الحفاظ على مجتمع الجندي الفاضل. ومن الجدير بالذكر أنه أثناء الاضطرابات التي أعقبت الحرب العالمية الأولى في ألمانيا، عندما كانت حكومة وايمار وليدة العهد، ساعد كاناريس في إنشاء وحدات حراسة منزلية خلافا لفرساي. 
ومن بين الجوانب الأخرى التي جذبت كاناريس نحو النازيين أيضًا وجهات نظرهم بشأن الشيوعية. وقد انضم العديد من أصدقائه إلى الحملة النازية. انضم العديد من أصدقائه إلى الحملة الصليبية النازية، كما اعتُبر كناريس "اشتراكيًا وطنيًا متحمسًا." كان النازيون أفضل بكثير من أي شيء مضى. حتى بعد الانقلاب على روم، كان كناريس "يبشر بالتعاون التام مع النظام الجديد.

## روابط خارجية
- فيلهلم كاناريس على موقع الموسوعة البريطانية (الإنجليزية)
- فيلهلم كاناريس على موقع مونزينجر (الألمانية)
- فيلهلم كاناريس على موقع إن إن دي بي (الإنجليزية)